# 마쓰다 마사토시
마쓰다 마사토시(일본어: 松田 正俊 1980년 9월 4일 ~ )는 일본의 전 축구 선수이다.

## 구단 경력
과거 FC 도쿄, 요코하마 FC, 방포레 고후, 몬테디오 야마가타, 교토 퍼플 상가, 블라우블리츠 아키타, 도치기 SC에서 활동하였다.